# 拉科查

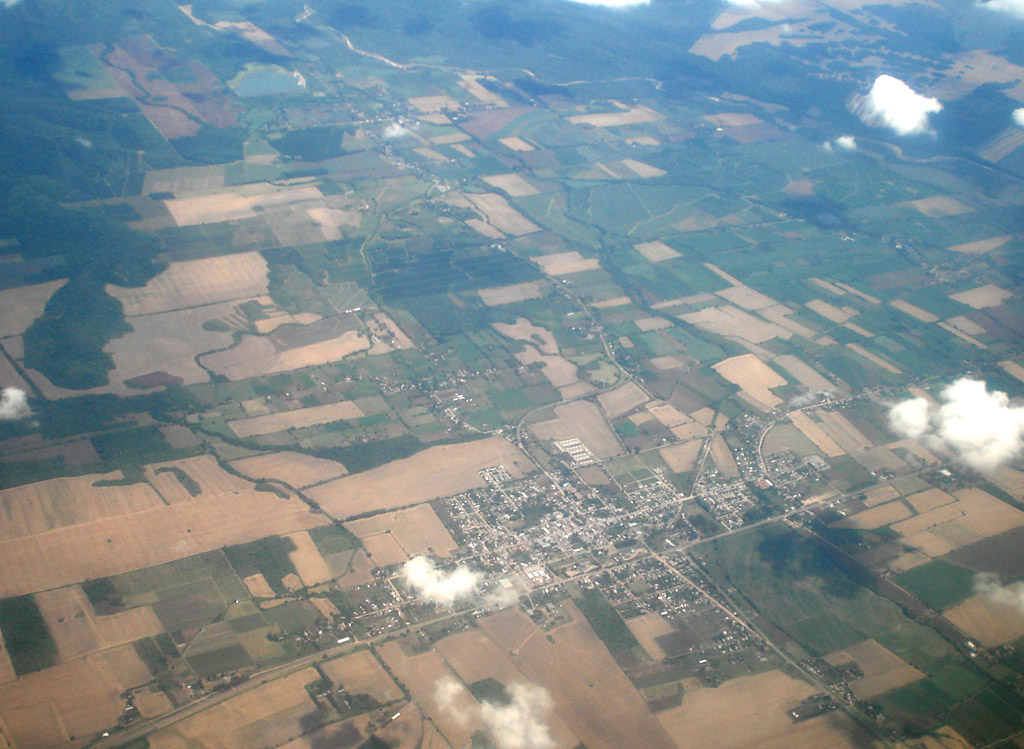
拉科查

拉科查（西班牙語：La Cocha），是阿根廷的城鎮，位於該國西北部圖庫曼省，是拉科查縣的首府，該城鎮海拔高度397米，主要的經濟活動是農業，2010年人口6,578。
27°46′12″S 65°35′09″W / 27.77000°S 65.58583°W